# Europese weg 54
De Europese weg 54 of E54 is een Europese weg die loopt van Parijs naar München. De E54 ligt in Frankrijk, Duitsland en Zwitserland en is in totaal 906 km lang. Het tracé loopt tussen Bazel en Lindau vlak langs de grens. Bij Neuhausen en Schaffhausen loopt de E54 een paar kilometer in Zwitserland.

## Plaatsen langs de E54
| Frankrijk - Parijs - Melun - Montereau-Fault-Yonne - Sens - Troyes - Belfort Zwitserland - Bazel Duitsland - Rheinfelden - Bad Säckingen - Waldshut-Tiengen |  | Zwitserland - Neuhausen - Schaffhausen Duitsland - Singen - Stockach - Überlingen - Friedrichshafen - Lindau - Memmingen - Buchloe - Landsberg - München |

## Nationale wegnummers
| nummer      | tracé                                     |
| Frankrijk   | Frankrijk                                 |
| ----------- | ----------------------------------------- |
| D19         | Parijs                                    |
|             | Parijs                                    |
|             | grootste ringweg Parijs (la Francilienne) |
|             | Parijs                                    |
|             | Parijs - Beauchemin                       |
|             | Beauchemin                                |
|             | Beauchemin - Échavanne                    |
| D19         | Échavanne - Belfort                       |
|             | Belfort - Duitsland                       |
| Duitsland   |                                           |
|             | Frankrijk - Weil                          |
|             | Weil - Dreieck Hochrhein                  |
|             | Dreieck Hochrhein - Rheinfelden           |
|             | Rheinfelden - Bad Säckingen               |
|             | Bad Säckingen - Zwitserland               |
| Zwitserland |                                           |
|             | Duitsland - Schaffhausen                  |
|             | Schaffhausen - Duitsland                  |
| Duitsland   |                                           |
|             | Zwitserland - Bietingen                   |
|             | Bietingen - Beuren an der Aach            |
|             | Beuren an der Aach - Stockach             |
|             | Stockach - Überlingen                     |
|             | Überlingen - Weißensberg                  |
|             | Weißensberg - München                     |
|             | Mitteler Ring (München)                   |
|             | München - Kreuz München-Süd               |